# Zinkenkogel (bergstopp i Österrike)
Zinkenkogel är en bergstopp i Österrike.   Den ligger i distriktet Murtal och förbundslandet Steiermark, i den centrala delen av landet, 170 km sydväst om huvudstaden Wien. Toppen på Zinkenkogel är 2 233 meter över havet, eller 256 meter över den omgivande terrängen. Bredden vid basen är 1,9 km.
Terrängen runt Zinkenkogel är kuperad åt sydväst, men åt nordost är den bergig. Närmaste större samhälle är Rottenmann, 11,2 km norr om Zinkenkogel. 
I omgivningarna runt Zinkenkogel växer i huvudsak blandskog. Runt Zinkenkogel är det ganska glesbefolkat, med 42 invånare per kvadratkilometer.